# Mauremys mutica
Mauremys mutica là một loài rùa trong họ Rùa đầm (Geoemydidae). Loài này được Cantor mô tả khoa học đầu tiên năm 1842.  có mai màu nâu hoặc nâu gụ, đầu màu nâu xám, hai bên má màu vàng nhạt, trên đầu có hai sọc màu vàng nhạt, yếm màu vàng có các tấm đen ở mỗi tấm yếm.

## Phân loài
Loài rùa này có phân bố rộng rãi ở các nước nhiệt đới. Do bị chia cắt bởi vùng địa lý loài rùa này đã phân biệt thành hai phân loài:
Rùa câm (Mauremys mutica mutica)phân bố rộng rãi tại Trung Quốc, Đài Loan, miền bắc và miền trung và Việt Nam và có thể ở cả Lào)
Danh pháp đồng nghĩa: 
- Emys muticus Cantor, 1842
- Emys mutica Gray, 1844
- Clemmys mutica Boettger, 1888
- Damonia mutica Boulenger, 1889
- Clemmys schmackeri Boettger, 1894
- Geoclemys mutica Siebenrock, 1909
- Cathaiemys mutica Lindholm, 1931
- Annamemys grochovskiae Tien, 1957
- Annamemys groeliovskiae Battersby, 1960 (ex errore)
- Mauremys mutica McDowell, 1964
- Mauremys muica Zhou & Zhou, 1991 (ex errore)
- Mauremys grochovskiae Iverson & McCord, 1994
- Mauremys mutica mutica Yasukawa, Ota & Iverson, 1996
- Cathaiemys mutica mutica Vetter, 2006

Rùa Mauremys mutica kami (phân bố tại Nhật Bản)
Danh pháp đồng nghĩa: 
- Mauremys mutica kami Yasukawa, Ota & Iverson, 1996
- Mauremys mutica karni Ferri, 2002 (ex errore)
- Cathaiemys mutica kami Vetter, 2006

## Hình ảnh

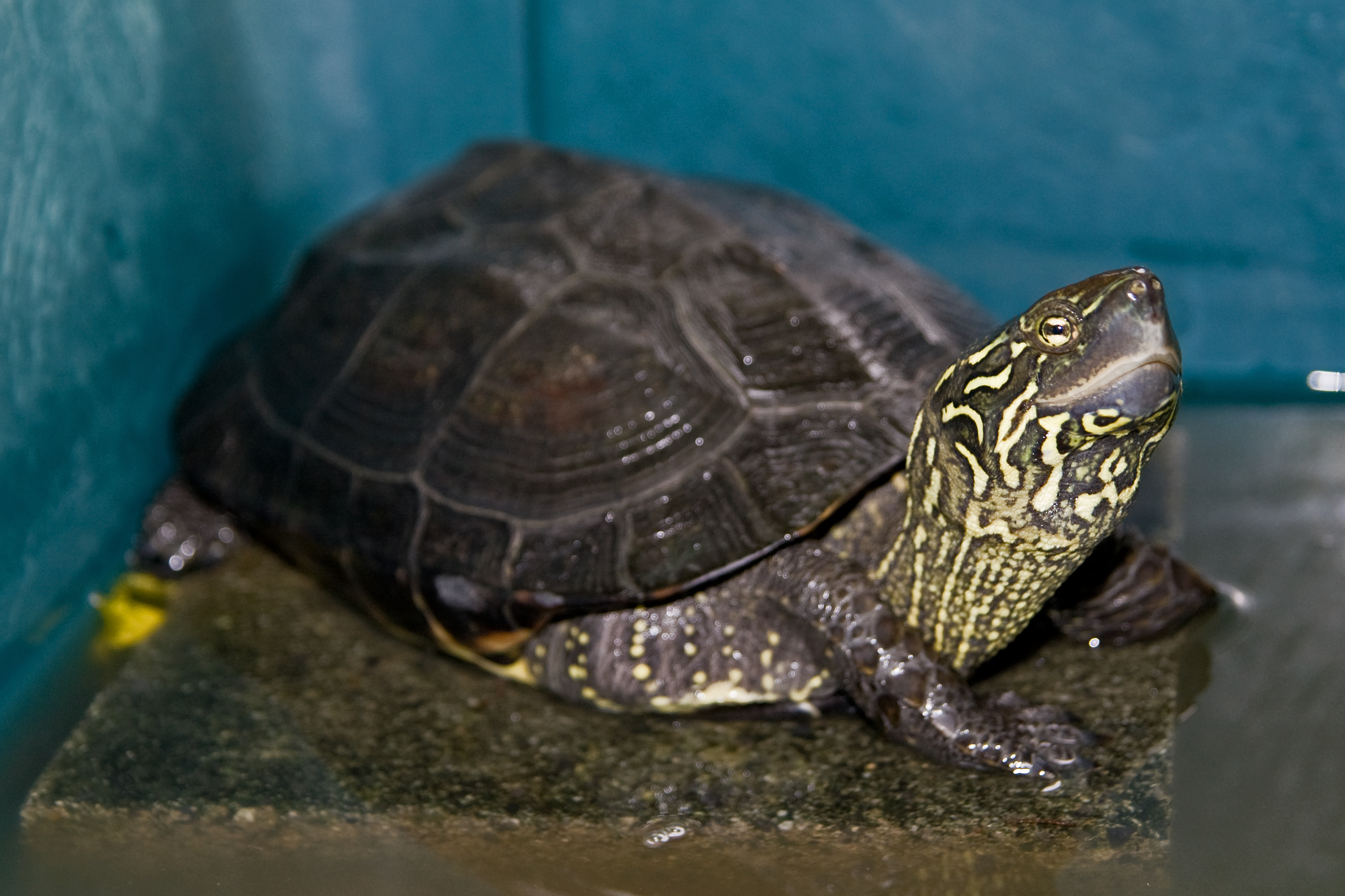
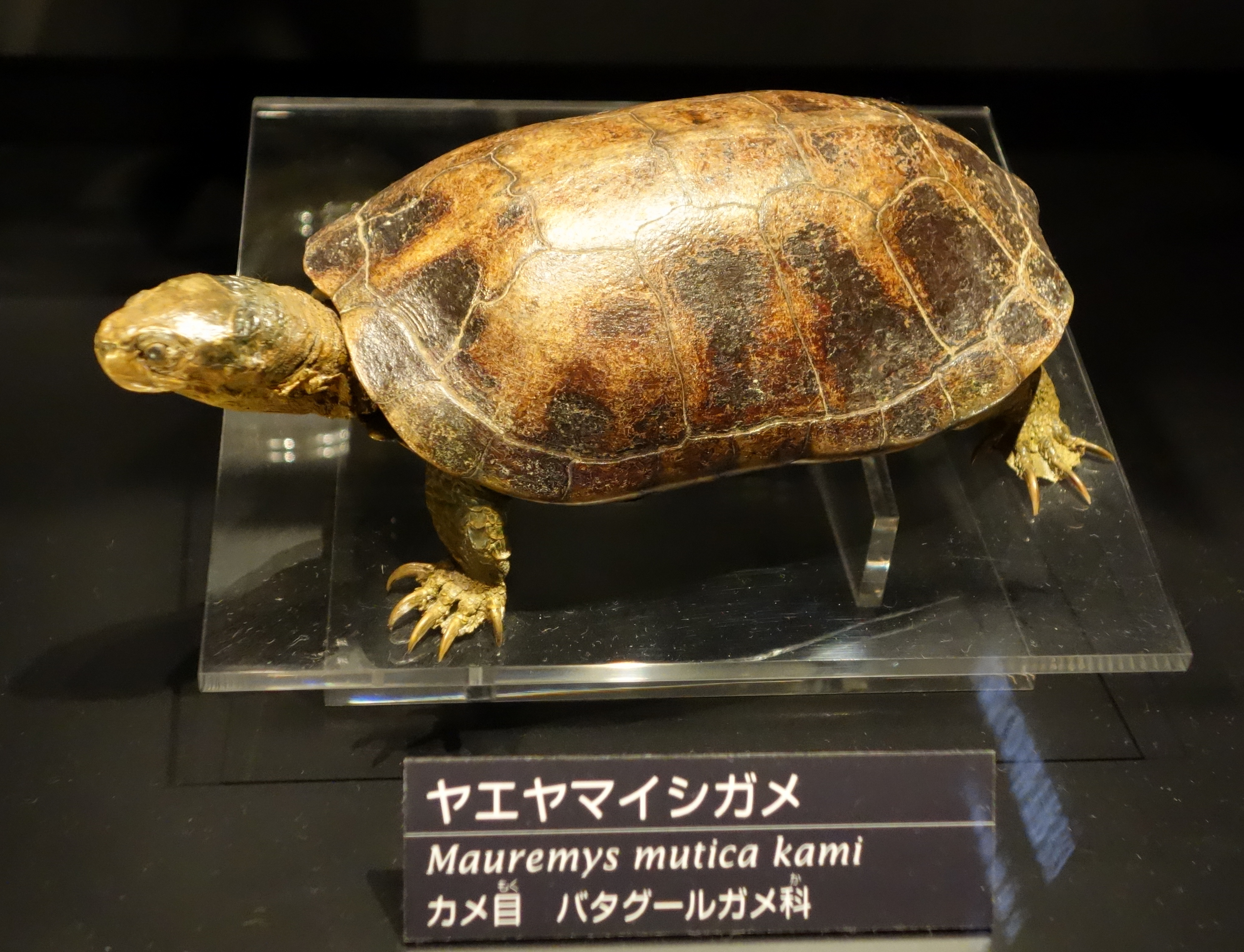